# Cordón del Azufre
Cordón del Azufre é um pico da Cordilheira dos Andes localizado na fronteira entre Argentina e Chile. É um vulcão inactivo.